# Dolichowithius emigrans
Espèce
Synonymes
- Chelifer emigrans Tullgren, 1907

Dolichowithius emigrans est une espèce de pseudoscorpions de la famille des Withiidae.

## Distribution
Cette espèce est endémique du Brésil.

## Description
La femelle décrite par Mahnert en 1979  mesure 2,5 mm.

## Publication originale
- Tullgren, 1907 : Zur Kenntnis aussereuropäischer Chelonethiden des Naturhistorischen Museums in Hamburg. Mitteilungen aus dem Naturhistorischen Museum in Hamburg, vol. 24, p. 21-75 (texte intégral).